# Litsea alba
Litsea alba är en lagerväxtart som beskrevs av Kostermans. Litsea alba ingår i släktet Litsea och familjen lagerväxter. Inga underarter finns listade i Catalogue of Life.